# Дідик Михайло Петрович
Миха́йло Петро́вич Ді́дик (нар. 20 листопада 1963, Колубаївці, Кам'янець-Подільський район, Хмельницька область) — український співак (лірико-драматичний тенор).

## Життєпис
Народився у с. Колубаївці, Кам'янець-Подільського району, Хмельницької області.
1991 закінчив Київську консерваторію (нині — Національна музична академія України імені Петра Чайковського), клас Володимира Тимохіна.
1993 закінчив цільову аспірантуру-стажування.
1988–1994 — працював в оперній трупі при Київській консерваторії.
Від 1994 — в Національній опері України імені Тараса Шевченка.

## Партії
- Ленський («Євгеній Онєгін» Петра Чайковського).
- Герман («Пікова дама» Петра Чайковського).
- Пінкертон («Мадам Баттерфляй» Джакомо Пуччіні).
- Рудольф («Богема» Джакомо Пуччіні).
- Герцог («Ріголетто» Джузеппе Верді).
- Олексій («Гравець» Сергія Прокоф'єва).

## Відзнаки
- Заслужений артист України (1996).
- Народний артист України (1999).
- Державна премія України імені Тараса Шевченка (1998) — разом з Ольгою Нагорною за виконання головних партій Джільди та Герцога в опері «Ріголетто» Джузеппе Верді в Національній опері України.